# 황선홍
황선홍(黃善洪, 1968년 7월 14일~)은 대한민국의 축구 선수 출신 축구 감독이다. 선수 시절 스트라이커로 활동했으며 현재 K리그1의 대전 하나 시티즌 감독을 맡고 있다.
대학 졸업 후 1991년 독일로 건너가 아마추어 축구 선수와 프로 선수로 활동했다. 1993년에 대한민국으로 돌아온 후 K리그의 포항제철 아톰즈 소속 팀의 주전 공격수로 활동했다. 1998년 일본 J리그의 세레소 오사카로 이적했고 1999년 시즌에 외국인 선수로는 최초이자 유일하게 J리그 득점왕에 올랐다. 이후 수원 삼성 블루윙즈를 거쳐 2000년 가시와 레이솔로 이적하여 다시 J리그에서 뛰었고 대표팀 동료인 홍명보, 유상철과 함께 "코리안 트리오"로 활동했다. 이후 2002년 전남 드래곤즈로 이적했으나 정강이 뼈 부상으로 인해 경기를 뛰지 못하고 은퇴했다.
1988년부터 2002년까지 대한민국 축구 국가대표팀의 일원으로 뛰었으며 대표팀 경기 103경기에 출전하여 50골을 기록했다. 그의 대표팀 선수로서 기록한 A매치 50골은 2024년 10월 기준으로 대한민국 대표팀 역대 최다 득점 순위 2위에 해당한다. 1988년 AFC 아시안컵을 시작으로 1990년 FIFA 월드컵, 1990년 아시안 게임, 1994년 FIFA 월드컵, 1994년 아시안 게임, 1998년 FIFA 월드컵, 2002년 FIFA 월드컵에 대한민국팀의 일원으로 참가했으며 올림픽 국가대표 선수로서 1996년 하계 올림픽에 참가했다. 그는 1988년 AFC 아시안컵 준우승, 1990년 아시안 게임 동메달, 2002년 월드컵 4위에 기여했으며 1994년 아시안 게임 득점왕에 올랐다.
현역 은퇴 후 지도자로 활동하고 있으며 전남 드래곤즈 코치로 지도자 경력을 시작한 후 2008년부터 2010년까지 부산 아이파크 감독을 맡았다. 이후 2011년부터 2015년까지 포항 스틸러스의 감독을 맡으며 2012년과 2013년에 FA컵 우승, 2013년 리그 우승을 달성했다. 포항 스틸러스 감독에서 물러난 후 2016년에 FC 서울의 감독을 맡았으며 그 해에 다시 리그 우승을 달성했다. 이후 2018년에 서울 감독에서 사퇴했으며 2019년에 옌볜 푸더, 2020년에 대전 하나 시티즌의 감독을 맡았다. 2021년에 대한민국 U-23 대표팀 감독이 되었으며 2022년 AFC U-23 아시안컵과 2022년 아시안 게임 당시 대표팀을 지도했다. 2024년 하계 올림픽 참가 예선 대회인 2024년 AFC U-23 아시안컵에서 탈락하면서 U-23 대표팀 감독 자리에서 물러났으며 이후 다시 대전 시티즌의 감독으로 부임했다.

## 구단 경력
황선홍은 1968년 7월 대한민국 충청남도 예산군 응봉면 입침리에서 태어났다. 건국대학교를 졸업한 뒤, 1992 K리그 드래프트를 거부하고 바이어 04 레버쿠젠 II (아마추어)에 입단했다. 바이어 레버쿠젠 II에서 한 시즌동안 활동하고 그 다음 해인 1992년 부퍼탈러 SV로 이적했으며 1993년 6월 계약기간 만료로 대한민국으로 돌아오게 되었다.
한편 부퍼탈러 SV 소속이던 1992년 12월 드래프트에서 신생 팀 완산 푸마의 지명을 받았으나 이흥실 등의 선수들을 상대로 한 1:8 지명권 트레이드로 포항제철 아톰즈에 입단하였다. 포항 입단 후 K리그 무대에 데뷔하였고, 1995년에는 8경기 연속골의 신기록을 세우며 포항의 K리그 준우승에 기여했다.
1998년 8월 J리그 세레소 오사카로 이적하여 1999년 대한민국 선수로는 유일하게 J리그 득점왕에 올랐다. 2000년 K리그의 수원 삼성 블루윙즈로 이적하였지만 부상으로 정규리그에서 뛰지 못하고 슈퍼컵 1경기와 리그컵 1경기 출장 기록을 남기고, 그 해 5월 샤샤와 임대 형식의 맞트레이드가 성사되어 J리그의 가시와 레이솔에 2001년 말까지 임대되었다. 그러나 7월 샤샤가 수원 삼성 블루윙즈에서 방출되면서황선홍 역시 7월 가시와 레이솔에 완전이적 하는 것으로 신분이 정리되었으며 8월까지 활약하였다. 그 후 무적 상태로 있다가 10월 전남 드래곤즈에 입단하였지만 부상으로 2003년 2월 9일 은퇴기자 회견을 통해 공식 은퇴를 발표하고 현역 경력을 마무리하였다.

## 국가대표팀 경력
1988년 12월 6일 카타르 도하에서 열린 아시안컵 일본과의 경기에서 A매치 첫 경기를 치른 이후 오랫동안 대한민국을 대표하는 스트라이커로 활동했다. 때로는 결정적인 찬스를 많이 놓쳐 비난을 받기도 하였지만, 2002년 FIFA 월드컵에서 대한민국 대표팀의 핵심 선수로 활약하였다. 특히, 예선 1차전 폴란드전에서 선제골을 넣어 팀을 승리로 이끌어 월드컵 준결승의 발판을 마련하였다. 또한 예선 2차전 미국전에서는 미국 수비수인 프랭키 헤이덕과의 충돌로 이마가 찢어지며 과다 출혈을 하였지만, 이후 부상 투혼으로 교체될 때까지 몸을 아끼지 않았다. 잔루이지 부폰에게 막히긴 하였지만 이탈리아전 연장전 전반에서 박지성이 얻은 프리킥을 이탈리아 수비진 아래로 낮게 차는 허를 찌르는 슈팅도 보여 주었다.
2002년 11월 20일 서울월드컵경기장에서 열린 브라질전을 끝으로 포항 시절 및 대표팀의 오랜 동료 홍명보와 함께 국가대표팀에서 은퇴했다.
대한민국의 선수들 중 3번째로 센추리 클럽에 가입한 선수로, A매치 통산 103 경기에 나서 50골을 기록하였다. 특히 1994년 히로시마 아시안 게임에서 11대 0으로 승리한 네팔전 에서는 무려 8골을 기록하기도 했다.
1996년 올림픽에 와일드카드 선수로 뽑혀 본선 2경기에 출장하였다.

## 지도자 경력
2003년 3월 선수 은퇴 후 전남 드래곤즈에서 2군 코치로 자도자의 길에 들어섰으며 2006년 수석코치로 승진하여 당시 허정무 전남 드래곤즈 감독을 보좌하였다. 2006년말 전남 드래곤즈와 결별 후 2007년 1년간 해외 지도자 연수를 받았다.

### 부산 아이파크
2007년 12월 4일 K리그 팀 부산 아이파크의 신임 감독으로 취임하며 처음으로 감독을 맡게 되었다. 2009년 피스컵코리아 준우승을 이끌었고, 2010년에는 FA컵 준우승에 오르는 성과를 거두었다. 그러나 2010 K리그 시즌 경기가 끝난 뒤 부산 아이파크의 재계약 제안을 거절하고 결별하였다.

### 포항 스틸러스
2010년 말 현역 시절 활약하였던 포항 스틸러스의 부름을 받아 포항의 감독으로 부임하였고, 2011 시즌부터 포항을 이끌었다. 2012년 FA컵에서 감독 생활 첫 우승컵을 들어올렸고, 2013년에는 FA컵 2년 연속 우승을 달성하는 쾌거를 이루었다. 또한 K리그 클래식 2013 마지막 라운드에서는 울산과 운명의 대결을 펼치게 되었다. 승점이 2점 앞서 있던 울산은 무승부만 해도 우승을 확정 짓는 상황이었으나 후반 50분 터진 김원일의 종료 직전 극장골로 1-0 승리를 거두며, K리그 클래식 우승을 차지하였다. 이는 대한민국 프로 축구 팀 최초로 FA컵 우승과 함께 더블을 달성하여 기쁨이 배가 되었으며, 포스코의 재정 지원 악화로 인해 단 한 명의 외국인 선수도 없이 거둔 성과여서 의미가 컸다.
2015년 시즌 후 계약 만료로 포항 스틸러스의 감독직에서 물러나고 최진철 감독에게 지휘봉을 넘겨주었다.

### FC 서울
2016년 6월 21일 최용수의 후임이자 FC 서울의 11대 감독으로 공식 선임되었다. AFC 챔피언스리그에서는 준결승전에 진출하였으나 전북현대에게 1•2차전 합계 3-5로 패배하면서 결승전에는 진출하지 못했다. K리그 클래식에서는 전북현대의 독주로 우승과 멀어진 듯 싶었으나 2013년에 발생했던 전북 현대 모터스 심판매수 사건으로 전북현대가 승점 9점 삭감 징계를 받으며 승점차가 좁혀짐에 따라 우승에 대한 불씨를 다시 살리게 되었다. 그리고 치열한 우승 경쟁 끝에 리그 최종전에서 박주영의 결승골에 힘입어 전북 현대를 1-0으로 이기면서 역전 우승을 기록했다. 이에 따라 FC 서울은 K리그 클래식 6번째 리그 우승을 차지하게 되었다. 황선홍은 이 날 우승으로 2013년 포항 감독 재임 시절에 있었던 역전 우승을 서울 감독으로서 3년 만에 재연하였다. 이후 FA컵에서도 2013년 포항 감독 재임 시절에 이어 더블 우승(K리그 클래식, FA컵 우승)을 노렸으나, 1•2차전 합계 3-3 무승부(연장전에서는 득점없이 무승부) 이후 승부차기 접전 끝에 유상훈이 어이없게 실축함에 따라 결국 수원 삼성에 FA컵 우승 트로피를 내주면서 더블 우승에는 실패했다.
실질적인 황선홍 체제로 시작한 2017 시즌에는 5위를 기록하며, AFC 챔피언스리그 진출에 실패하였다.
2017 시즌 실패를 원인을 자신의 의지로 영입한 선수들의 능력 부족이나 경기 중 미숙한 전술 능력 등 본인의 지도력이 아닌 데얀, 김치우 등 기존 노장 선수들에게 전가하였다. 특히 2016 시즌 우승을 했기 때문에 노장 선수들을 물갈이 하지 못 하였고 그래서 2017 시즌 실패를 한 것이라며 2018 시즌 리빌딩의 명분을 내세웠다.
이런 명분에 따라 데얀을 퇴출시킨 것으로 보여지지만 사실은 데얀과 자기 자신과 불화로 인해 퇴출시키고 객관적으로 데얀보다 더 능력이 떨어지는 에반드로를 영입하는 등 감독으로서 공과사를 구분하지 못하고 정실(情實)로 선수 영입을 무리하게 밀어붙였다는 비판이 제기되었다.
한편 2018년 2월 전지훈련지에서 "결과가 나오면 누가 옳았는지도 갈리지 않겠습니까?"라고 말하며 2018년 시즌을 시작했다. 2018년 4월 1일 인천 유나이티드와 경기에서 무승부를 기록한 후 "내가 생각했던 선수들은 거의 다 영입이 됐다. 100% 만족스러운 스쿼드를 꾸리고 시즌을 시작하는 감독은 세계 어느 나라를 가도 없다고 생각한다. 내가 원하고, 요청한 선수 대부분 수급이 됐고, 만족스럽게 생각한다. 여러 가지 어려움이 있지만 같이 합심해서 잘 만들어 가겠다" 이런 말을 하며 자신감을 피력하였다
하지만 계속해서 하위권을 맴돌고 결국 리그에서 9위를 기록하는 등 최악을 모습을 보여주다가 2018년 4월 30일에 성적 부진의 책임을 지고 FC 서울 감독직에서 사퇴하였다.

### 옌볜 푸더
2018년 12월 14일, 중국 갑급리그 옌볜 푸더의 감독으로 선임되었다. 2019년 2월 26일 팀이 해체되면서 자연스럽게 감독직을 잃었다.

### 대전 하나 시티즌 1기
2019년 11월 하나금융그룹이 대전 시티즌을 인수하면서 기업 매각 이후 대전 하나 시티즌의 첫 감독으로 내정되었다는 기사가 보도되었다.
하지만 이후 인터뷰에서 황선홍은 “뭐라고 말씀 드리기 애매한 상황이다. 아직 구체적으로 확정된 게 없다. 계약서에 사인도 안 했다”라고 전했다.
하지만 이후 대전 하나 시티즌의 1대 감독으로 선임되었음이 발표되었다.
수원 FC와의 1차전에서 데뷔전을 치렀고, 2:1 승리를 거두며 무난한 데뷔승을 거두었다.
하지만 김동준, 안드레, 바이오, 서영재 등 고퀄리티를 선수들을 영입했음에도 공격 작업은 매끄럽지 않았고, 수비는 너무 불안했던 탓에 리드를 잡고도 마지막 고비를 넘지 못하고 무너지는 경우가 많았고, 이런 식의 안좋은 경기력이 지속되자 2020년 9월 8일, 대전 하나 시티즌의 감독에서 사임했다.

### 대한민국 U-23
2021년 9월, 대한민국 U-23 축구 국가대표팀의 감독으로 선임되었다. 그는 2022년 아시안 게임에서 7경기 동안 27득점 3실점이라는 기록을 보여주며 2022년 아시안 게임 남자 축구에서 금메달을 획득했고 아시안 게임 3연패를 이끌었다. 아시안 게임 이후 2023년 11월 21일 프랑스 르아브르에서 열린 티에리 앙리가 이끄는 프랑스 U-21 축구 국가대표팀과 대한민국 U-22 축구 국가대표팀의 평가전에서 3대 0으로 승리했다.
황선홍은 2024년 AFC U-23 아시안컵에서 일본 U-23 축구 국가대표팀, 중국 U-23 축구 국가대표팀, 아랍에미리트 U-23 축구 국가대표팀와 함께 B조에 속한 대한민국 U-23 축구 국가대표팀을 지휘했다. 대한민국 U-23 대표팀은 아랍에미리트 U-23 대표팀에 1대 0 승리, 중국 U-23 대표팀에 2대 0 승리, 그리고 일본 U-23 대표팀과의 경기에서 1대 0으로 승리하며 3전 전승 무실점으로 8강에 진출했다. 대한민국 U-23 대표팀은 8강에서 신태용 감독이 이끄는 인도네시아 U-23 축구 국가대표팀에 승부차기 끝에 패배했고 10회 연속 올림픽 축구 본선 진출에 실패했다.

### 대한민국 A (임시)
위르겐 클린스만이 2023년 AFC 아시안컵 성적 및 선수단 관리 문제로 인해 경질된 후 2024년 2월 27일에 대한민국 축구 국가대표팀의 임시 감독을 맡게 됐다. 황선홍은 2024년 3월 26일에 진행되는 태국과의 2026년 FIFA 월드컵 아시아 지역 2차 예선 원정 경기까지 A대표팀을 지휘하게 되었고, A대표팀 지휘 기간에 진행되는 대한민국 U-23 대표팀과 사우디아라비아의 친선 경기는 U-23 대표팀 코치진이 대리로 감독하게 되었다.
3월 11일 태국과의 2026년 FIFA 월드컵 2차 예선에 출전하는 선수 명단을 발표하면서 아시안 게임 당시 같이했던 정호연을 처음으로 발탁했고 주민규를 대한민국 A대표팀에 처음으로 불러들였다. 주민규의  발탁 이유에 관해 "3년간 리그에서 50골 이상 넣은 선수는 전혀 없습니다. 더는 설명이 필요없다고 생각합니다."라고 언급했다.
황선홍은 3월 21일 서울월드컵경기장에서 열린 태국 축구 국가대표팀과의 2026 FIFA 북중미 월드컵 아시아 2차 예선 C조 3차전에서 대한민국 A대표팀 감독 데뷔전을 가졌고 대한민국 A대표팀은 태국 A대표팀에게 1대 1로 비겼다. 이후 3월 26일 라자망갈라 국립경기장에서 태국 A대표팀에 3대 0으로 승리하며 대한민국 A대표팀 임시 감독직을 마무리했다.

### 대전 하나 시티즌 2기
2024년 6월 3일 대전 하나 시티즌의 15대 감독으로 선임되었다. 그는 감독 선임에 대한 소감으로 "다시 고향에 돌아온 기분"이라고 응답했다.

## 플레이 스타일
대표팀 A매치 통산 103경기 50골을 넣었을 정도로 가공할 만한 득점력을 선보였고, 빼어난 위치선정 능력과 발군의 헤딩력, 슈팅력 등을 고루 갖추었다. 순간 스피드나 상대 수비수의 덫을 피해가는 능력도 뛰어났다. 폭넓은 활동 반경과 시야를 바탕으로 팀 동료를 살려주는 플레이에 능하며 득점 감각까지 겸비한 황선홍은 스트라이커가 보여 줄 수 있는 거의 모든 것을 갖춘 대형 스트라이커였다.

## 통산 기록

### 국가대표팀 득점
스코어와 결과 리스트는 대한민국 축구 국가대표팀의 득점을 먼저 기록하였다. (예: 스코어 1-0일 때 1이 대한민국)
| #     | 일자       | 장소                                | 상대 국가              | 결과 | 대회                                |
| ----- | ---------- | ----------------------------------- | ---------------------- | ---- | ----------------------------------- |
| 1     | 1988-12-06 | 카타르 도하                         | 일본                   | 2-0  | 1988년 AFC 아시안컵                 |
| 2     | 1988-12-11 | 카타르 도하                         | 이란                   | 3-0  | 1988년 AFC 아시안컵                 |
| 3-4   | 1989-05-23 | 대한민국 서울                       | 싱가포르               | 3-0  | 1990년 FIFA 월드컵 아시아 지역 예선 |
| 5-6   | 1989-05-27 | 대한민국 서울                       | 말레이시아             | 3-0  | 1990년 FIFA 월드컵 아시아 지역 예선 |
| 7     | 1989-06-05 | 싱가포르                            | 말레이시아             | 3-0  | 1990년 FIFA 월드컵 아시아 지역 예선 |
| 8     | 1989-08-14 | 미국 로스앤젤레스                   | 미국                   | 2-1  | 1989년 말보로컵                     |
| 9     | 1989-10-16 | 싱가포르                            | 조선민주주의인민공화국 | 1-0  | 1990년 FIFA 월드컵 아시아 지역 예선 |
| 10    | 1989-10-25 | 싱가포르                            | 사우디아라비아         | 2-0  | 1990년 FIFA 월드컵 아시아 지역 예선 |
| 11    | 1990-02-04 | 몰타 아타르트                       | 노르웨이               | 2-3  | 친선경기                            |
| 12    | 1990-07-28 | 중국 베이징                         | 일본                   | 2-0  | 1990년 다이너스티컵                 |
| 13-15 | 1990-09-25 | 중국 베이징                         | 파키스탄               | 7-0  | 1990년 아시안 게임                  |
| 16    | 1990-10-23 | 대한민국 서울                       | 조선민주주의인민공화국 | 1-0  | 남북 통일 축구 대회                 |
| 17    | 1993-10-28 | 카타르 도하                         | 조선민주주의인민공화국 | 1-0  | 1994년 FIFA 월드컵 아시아 지역 예선 |
| 18    | 1994-02-26 | 미국 로스앤젤레스                   | 콜롬비아               | 2-2  | 친선경기                            |
| 19    | 1994-05-04 | 대한민국 창원                       | 카메룬                 | 2-1  | 친선경기                            |
| 20    | 1994-06-11 | 미국 던컨빌                         | 온두라스               | 3-0  | 친선경기                            |
| 21    | 1994-06-27 | 미국 댈러스                         | 독일                   | 2-3  | 1994년 FIFA 월드컵                  |
| 22    | 1994-09-13 | 대한민국 서울                       | 우크라이나             | 2-0  | 친선경기                            |
| 23-30 | 1994-10-01 | 일본 히로시마                       | 네팔                   | 11-0 | 1994년 아시안 게임                  |
| 31    | 1994-10-05 | 일본 히로시마                       | 오만                   | 2-1  | 1994년 아시안 게임                  |
| 32-33 | 1994-10-11 | 일본 히로시마                       | 일본                   | 3-2  | 1994년 아시안 게임                  |
| 34    | 1995-10-30 | 대한민국 서울                       | 사우디아라비아         | 1-1  | 친선경기                            |
| 35    | 1996-03-19 | 아랍에미리트 두바이                 | 아랍에미리트           | 1-1  | 두바이 4개국 친선대회               |
| 36-37 | 1996-04-30 | 이스라엘 텔아비브                   | 이스라엘               | 5-4  | 친선경기                            |
| 38-39 | 1996-11-23 | 대한민국 수원                       | 콜롬비아               | 4-1  | 친선경기                            |
| 40    | 1996-12-04 | 아랍에미리트 아부다비               | 아랍에미리트           | 1-1  | 1996년 AFC 아시안컵                 |
| 41-42 | 1996-12-07 | 아랍에미리트 아부다비               | 인도네시아             | 4-2  | 1996년 AFC 아시안컵                 |
| 43    | 1998-04-01 | 대한민국 서울                       | 일본                   | 2-1  | 친선경기                            |
| 44    | 1998-04-22 | 유고슬라비아 연방 공화국 베오그라드 | 유고슬라비아           | 1-3  | 친선경기                            |
| 45    | 1998-05-27 | 대한민국 서울                       | 체코                   | 2-2  | 친선경기                            |
| 46    | 2001-06-01 | 대한민국 울산                       | 멕시코                 | 2-1  | 2001년 FIFA 컨페더레이션스컵        |
| 47    | 2001-06-01 | 대한민국 수원                       | 오스트레일리아         | 1-0  | 2001년 FIFA 컨페더레이션스컵        |
| 48-49 | 2002-03-20 | 스페인 카르타헤나                   | 핀란드                 | 2-0  | 친선경기                            |
| 50    | 2002-06-04 | 대한민국 부산                       | 폴란드                 | 2-0  | 2002년 FIFA 월드컵                  |

## 경력 목록

### 클럽 경력
- 1991년 레버쿠젠 II (아마추어)
- 1992년 부퍼탈러 SV 보루시아
- 1993년 ~ 1998년 포항 스틸러스
- 1998년 ~ 1999년 세레소 오사카
- 2000년 수원 삼성 블루윙즈
- 2000년 ~ 2002년 가시와 (임대)
- 2002년 전남 드래곤즈

### 국가대표팀 경력
- 1988년 AFC 아시안컵 국가대표
- 1990년 FIFA 월드컵 국가대표
- 1990년 아시안 게임 축구 국가대표
- 1994년 FIFA 월드컵 국가대표
- 1994년 아시안 게임 축구 국가대표
- 1996년 AFC 아시안컵 국가대표
- 1996년 하계 올림픽 축구 국가대표 (와일드카드)
- 1998년 FIFA 월드컵 국가대표
- 2000년 CONCACAF 골드컵 국가대표
- 2001년 FIFA 컨페더레이션스컵 국가대표
- 2002년 CONCACAF 골드컵 국가대표
- 2002년 FIFA 월드컵 국가대표

### 지도자 경력
- 2003년 ~ 2006년 전남 드래곤즈 코치
- 2008년 ~ 2010년 부산 아이파크 감독
- 2011년 ~ 2015년 포항 스틸러스 감독
- 2016년 ~ 2018년 FC 서울 감독
- 2018년 ~ 2019년 옌볜 푸더 감독
- 2020년 ~ 2020년 대전 하나 시티즌 감독
- 2021년 ~ 2024년 대한민국 U-23 축구 국가대표팀 감독
- 2024년  대한민국 축구 국가대표팀 임시감독
- 2024년 ~ 대전 하나 시티즌 감독

### 축구 해설가 경력
- 2006년 FIFA 월드컵 SBS 해설위원

## 수상 내역

### 선수
포항 스틸러스
- K리그 : 준우승 (1995)
- FA컵 : 우승 (1996)
- 리그컵 : 우승 (1993), 준우승 (1996)
- 아시아 클럽 챔피언십 : 우승(1997, 1998)
- 아시안 슈퍼컵 : 준우승 (1997, 1998)

대한민국
- 아시안 게임 축구 : 동메달 (1990)
- CONCACAF 골드컵 : 4위 (2002)
- AFC 아시안컵 : 준우승 (1988)
- FIFA 월드컵 : 4위 (2002)

개인
- 1994년 아시안 게임 득점왕 수상
- 1995년 AFC 특별상 수상
- 1995년 한국프로축구 브론즈슈 수상
- 1995년 한국프로축구 골든볼 수상
- 1995년 K리그 베스트 11 수상
- 1999년 J리그 득점왕 수상
- 1999년 J리그 베스트 11 수상
- 2001년 FIFA 컨페더레이션스컵 득점 3위상 수상
- 2002년 자황컵 체육대상 남자 최우수상 수상

수훈
- 체육훈장 맹호장(2002년 7월 2일)
- 체육포장(1989년 9월 8일)

### 지도자
부산 아이파크
- 리그컵 : 준우승 (2009)
- FA컵 : 준우승 (2010)

포항 스틸러스
- K리그 클래식 : 우승 (2013)
- FA컵 : 우승 (2012, 2013)

FC 서울
- K리그 클래식 : 우승 (2016)
- FA컵 : 준우승 (2016)

대한민국 U-23
- 아시안 게임 : 우승 (2022)

개인
- FA컵 최우수 코치상 : 2006
- K리그 감독상 : 2013, 2016
- FA컵 최우수 감독상 : 2012, 2013

## 개인사
2005년 7월 태국 방콕에서 열린 '쓰나미 피해자 돕기 자선 축구 경기'에 한국 대표로 참가하였다.
2006년에는 축구 해설가로 데뷔하여 활동하기도 하였다.
2010년 FIFA 월드컵을 앞두고 황선홍은 대한민국의 이동통신사인 KT의 CF를 촬영하였는데, 같은 해 5월 2일 열린 부산 아이파크와 FC 서울과의 경기에서 부산 아이파크의 선수들이 골을 넣자 패러디 세레머니를 펼쳤다. 정성훈이 기록한 첫 번째 골을 넣은 후 CF 1편에서 황선홍이 서울월드컵경기장에서 유상철에게 전화를 거는 모습을 패러디하였고, 박희도가 두 번째 골을 넣은 후에는 3편 CF에서 김태영, 유상철, 최진철과 함께 공연 하는 모습을 패러디하였다. 이날 경기는 부산 아이파크가 FC 서울을 3-0으로 꺾었다.
딸 황현진은 걸그룹 예아로 데뷔하였으나 별다른 활동을 이어나가지 못하고 계약을 마무리 지었으며, 해외 유학 후 현재는 호텔 관련 직장에 다니고 있다.

## 같이 보기
- A매치 100경기 이상 출전한 축구 선수 명단

## 참고 자료
- 서호정의 킥오프 - 황선홍에게 포항은 운명적인 사랑이었다
- 이야기 후(後) - FC서울과 황선홍 감독… '극비' 진행 & '1시간' 협상
- 황선홍 감독 인터뷰 "후회없는 선택, 내년이 진짜다"
- 2017 ‘SUPER LEADER’- 황선홍 FC 서울 감독
- '기적의 승부사' 황선홍 "'서울타카'로 신나는 축구를…"
- 황선홍 서울 감독 "공수전환의 속도가 빠른 한국형 축구 완성하고 싶다"
- 황선홍 인터뷰 - 황새의 눈물①'절망의 시대'에 사는 청춘들에게 고하다
- 황선홍 인터뷰 - 황새의 눈물② "나는 성공한 감독이 아니다"
- 황선홍 인터뷰 - 황새의 눈물③등번호 '18번'의 진실